# Kaosmagi
Kaosmagi är en hybrid av Golden Dawns ceremoniella magi, thelema, daoism och tibetansk buddhism skapad för en artikel i magitidningen The New Equinox.